# ある殺し屋
『ある殺し屋』（あるころしや）は、1967年に日本で製作された市川雷蔵主演のハードボイルド映画。

## 概要
藤原審爾の小説『前夜』を映画化、市川雷蔵が渋くニヒルな殺し屋に扮した和製フィルム・ノワール。周到な計画と正確無比なテクニックで依頼を成功させる殺し屋を描いた。野川由美子、成田三樹夫との三つ巴の駆け引きをめぐる面白さに加え、小池朝雄、渚まゆみらのが脇を固める。増村保造と石松愛弘の脚本を得て森一生監督が存分に腕を振るい、名手・宮川一夫の撮影も未明の墓地での対決シーンをはじめ名場面を生んだ。

## ストーリー
小料理屋で無口な板前として働く塩沢（市川雷蔵）、これは仮の姿、実は名うてのプロの殺し屋だった。暴力団木村組組長（小池朝雄）から敵対する暴力団組長の大和田（松下達夫）の殺人を2000万円で請け負い、難なく大和田を始末する。塩沢の腕に惚れた木村組幹部の前田（成田三樹夫）が弟分にしてくれないかと現れるが断られる。ひょんなことから圭子（野川由美子）という女が加わり、2億円の大仕事を計画する。二人は塩沢を裏切るが塩沢はそんなことは織り込み済みで…。

## キャスト
- 塩沢（小料理屋の主人）：市川雷蔵
- 圭子：野川由美子
- 前田（木村組幹部）：成田三樹夫
- 木村組組長：小池朝雄
- 茂子（大和田の愛人）：渚まゆみ
- みどり（小料理屋の女中）：小林幸子
- 健次（圭子のヒモ）：千波丈太郎
- 錠：伊達三郎
- 大和田（木村組と敵対する大物組長）：松下達夫
- 巡査：浜田雄史
- 護衛：橋本力、堀北幸夫
- 駅の刑事：寺島雄作
- 小料理屋の客：越川一
- 飲食店の主人：芝田総二
- 老婆：岡嶋艶子
- 松：黒木現
- サブ：伴勇太郎
- 沢井：上原寛二
- 小料理屋の客：岩田正
- 東都建設社員：加賀美健一
- 護衛：志賀明
- 東都建設社員 - 大林一夫
- 護衛：森内一夫、松田剛武
- ウエイトレス：久本延子

## スタッフ
- 監督：森一生
- 原作：藤原審爾
- 脚本：増村保造、石松愛弘
- 撮影：宮川一夫
- 音楽：鏑木創

## 併映作品
- 『にせ刑事』 : 山本薩夫監督